# Hermanovce nad Topľou
Hermanovce nad Topľou este o comună slovacă, aflată în districtul Vranov nad Topľou din regiunea Prešov. Localitatea se află la altitudinea de 280 m deasupra n.m., se întinde pe o suprafață de 25,94 km2 și în 2017 număra 705 locuitori. Se învecinează cu comuna Zlatník (okres Vranov nad Topľou).

## Istoric
Localitatea Hermanovce nad Topľou este atestată documentar din 1402.

## Demografie
| An:                | 1994 | 2004    | 2014   | 2024   |
| ------------------ | ---- | ------- | ------ | ------ |
| Număr de persoane: | 619  | 685     | 723    | 662    |
| Diferență:         |      | +10,66% | +5,54% | −8,43% |

| An:                | 2023 | 2024   |
| ------------------ | ---- | ------ |
| Număr de persoane: | 660  | 662    |
| Diferență:         |      | +0,30% |